# Endeverafter
Endeverafter fue una banda de hard rock que se formó en 2004 por el cantante y guitarrista Michael Grant de Sacramento, California. Después de que el resto de la banda se montó, lanzaron su primer EP en 2005 y desempeñó regulares muestras en su ciudad natal, con confeti y luces estroboscopias.

## Historia
En 2006 el grupo firmó con Epic Records y grabó su álbum debut, From the Ashes of Sin, con el productor Stacy Jones. Baterista Eric Humbert, ex de La Red Hot Valentines, se unió al grupo a principios de 2006, en sustitución de SinClaire Austin. Recorrieron a mediados de 2006 con Cinderella y Poison. También abrió un par de espectáculos para Kiss en Japón, llevando su música a nivel nacional durante la grabación de su álbum. Después de varios cambios en la etiqueta de Sony / Epic y numerosos cambios de fecha, Endeverafter finalmente lanzó su primer larga duración álbum Kiss or Kill en Indie etiqueta Razor & Tie, en octubre de 2007.
A finales de 2007 con una gira que Trapt y de combustible. La banda de la canción de «No More Words», que aparece en el álbum WWE La Música, vol. 8 se utiliza como el tema de entrada de Jeff Hardy y fue lanzado en marzo de 2008. A finales de enero de 2008 Endeverafter realizó un show en MOTLEY CRUCERO, una de 4 días de crucero en el Caribe (Miami, Key West y Cozumel, MX), con Vince Neil, Skid Row, Masacre, Ratt, Lynam y una gira con Roadrunner Records artista en suspensión en el aire a través de la primavera de 2008. Ellos hicieron una única muestra interactiva sobre DeepRockDrive.com el 23 de mayo de 2008. También lanzaron su segundo single, «Baby, Baby, Baby» a las estaciones de radio a finales de mayo, que alcanzó el # 38 en el Mainstream Rock gráficos, que apareció en el «Road To Destruction» visita de apoyo de ahorro de Abel hasta junio de 2008. El 27 de junio de 2008, Endeverafter apertura de Alter Bridge y Shinedown en El Paso, Texas, en el KLAQ Centro de la ciudad de San Festival.
En el 2010 lanzaron un nuevo tema titulado «Barrel of a gun» que actualmente está disponible en Myspace

## ShipRocked
Endeverafter se unió a uno diversos grupos de hard rock en noviembre de 2009 crucero de noviembre titulado 
ShipRocked".

## Miembros

### Miembros actuales
- Michael Grant - voz, guitarra (2004 - 2012)
- Kristan Mallory - guitarra (2004 - 2012)
- Tommi Andrews - bajo (2004 - 2012)
- Eric Humbert - batería (2006 - 2012)

### Antiguos miembros
1. SinClaire Austin - batería (2004 - 2006) 

## Discografía
- Blood on the Stage EP (2005)
- From the Ashes of Sin (Epic Records, 2007)- no publicado
- Kiss or Kill (Razor & Tie, 2007)
- "No More Words", del álbum WWE The Music, Vol. 8